# Marques Townes
Marques Townes (Edison, 3 settembre 1995) è un cestista statunitense con cittadinanza dominicana.

## Palmarès
- Campionato estone: 1

Kalev/Cramo: 2020-2021
- Lega Lettone-Estone: 1

Kalev/Cramo: 2020-2021